# میل-۲۶

میل-۲۶ (به روسی: Ми-26) (نام‌گذاری ناتو Halo) یک بالگرد ترابری چندمنظوره روسی و همچنین بزرگ‌ترین و پرقدرت‌ترین هلیکوپتر تولید شده جهان می‌باشد. 
میل-۲۶ نخستین بالگرد مجهز به روتورهای ۸ پره با قدرت ۱۱۴۰۰ اسب بخار است و دارای ۸ متر بلندی، ۳ مترپهنا و۴۰ متر درازا می‌باشد. این بالگرد با ظرفیت ترابرد ۲۰ تن بار جهت ماموریت‌های نظامی و غیرنظامی به‌کار برده می‌شود. نخستین پیش‌نمونه آن در دسامبر ۱۹۷۷ به پرواز درآمد و تا سال ۲۰۱۱ حدود ۳۱۰ فروند آن تحویل مشتریان گردیده‌است.ایران که از کاربران نمونه قدیمی میل-۱۷ از اتحاد جماهیر شوروی بود در پی نوسازی ناوگان هوایی خود علاوه بر سفارش سوخو ۳۵ سفارش ۴ فروند از میل ۲۶ را به کرملین ارسال کرد که به گفته خبرگزاری های روسیه مورد موافقت پوتین قرار گرفت. این موضوع به تایید عضو کمیسیون امنیت ملی و سیاست خارجی مجلس شهریار حیدری نیز قرار گرفت. وی در واکنش به سوال خبرنگاران در مورد قرارداد تسلیحاتی با روسیه گفت: جنگنده‌های سوخو ٣۵ که ایران به روسیه سفارش داده، اوایل سال آینده وارد کشور می شود.ما به کشور روسیه سفارش‌هایی نظیر سیستم‌های پدافندی، موشکی و همچنین بالگرد را نیز داده‌ایم و اکثر این سلاح‌ها به زودی وارد کشور می‌شوند.
در شهریور ۱۴۰۳ اعلام شد جمعیت هلال احمر جمهوری اسلامی ایران در تفاهم نامه ای با یک شرکت روسی این بالگرد را ۲ ماه به ایران می آورد تا در صورت تایید پس از آن ۲ فروند خریداری نماید. همچنین برای خرید ۲۰ فروند بالگرد جدید به تفاهم رسیده شده که اگر عملیاتی شود طی ۲ سال تحویل گرفته خواهد شد. طرف روسی تعهد داده است که بالگردهای حلال احمر را نیز مجهز به دید در شب و ناوبری جدید نمایند.

## نگارخانه

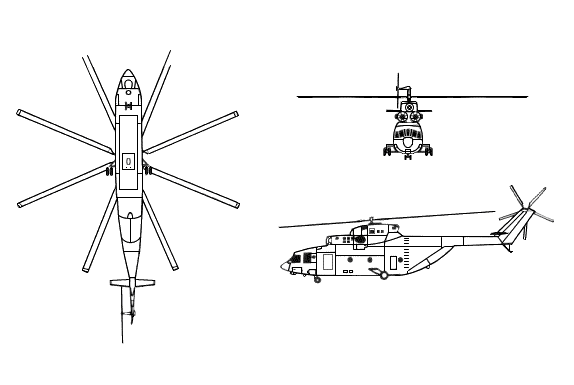
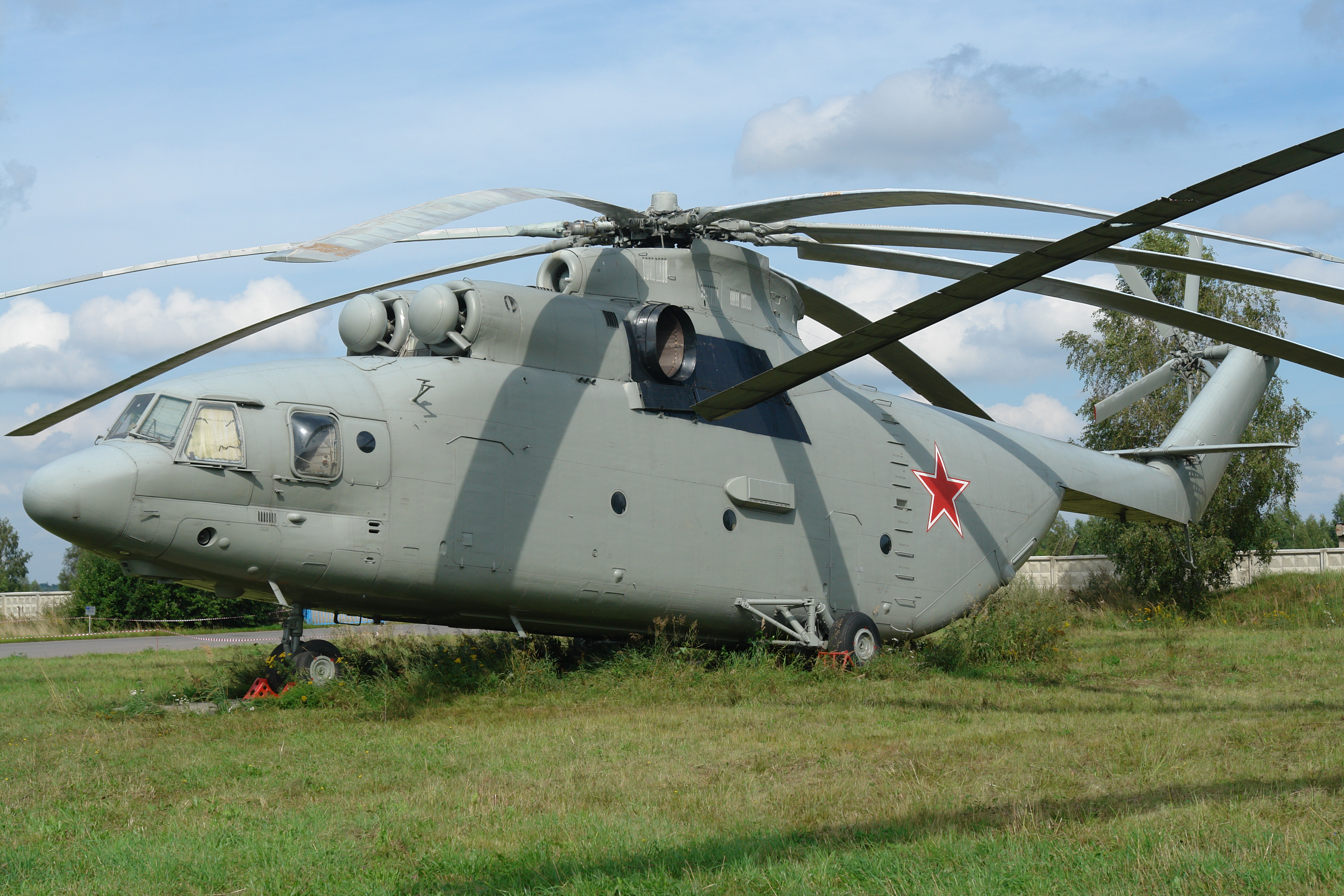
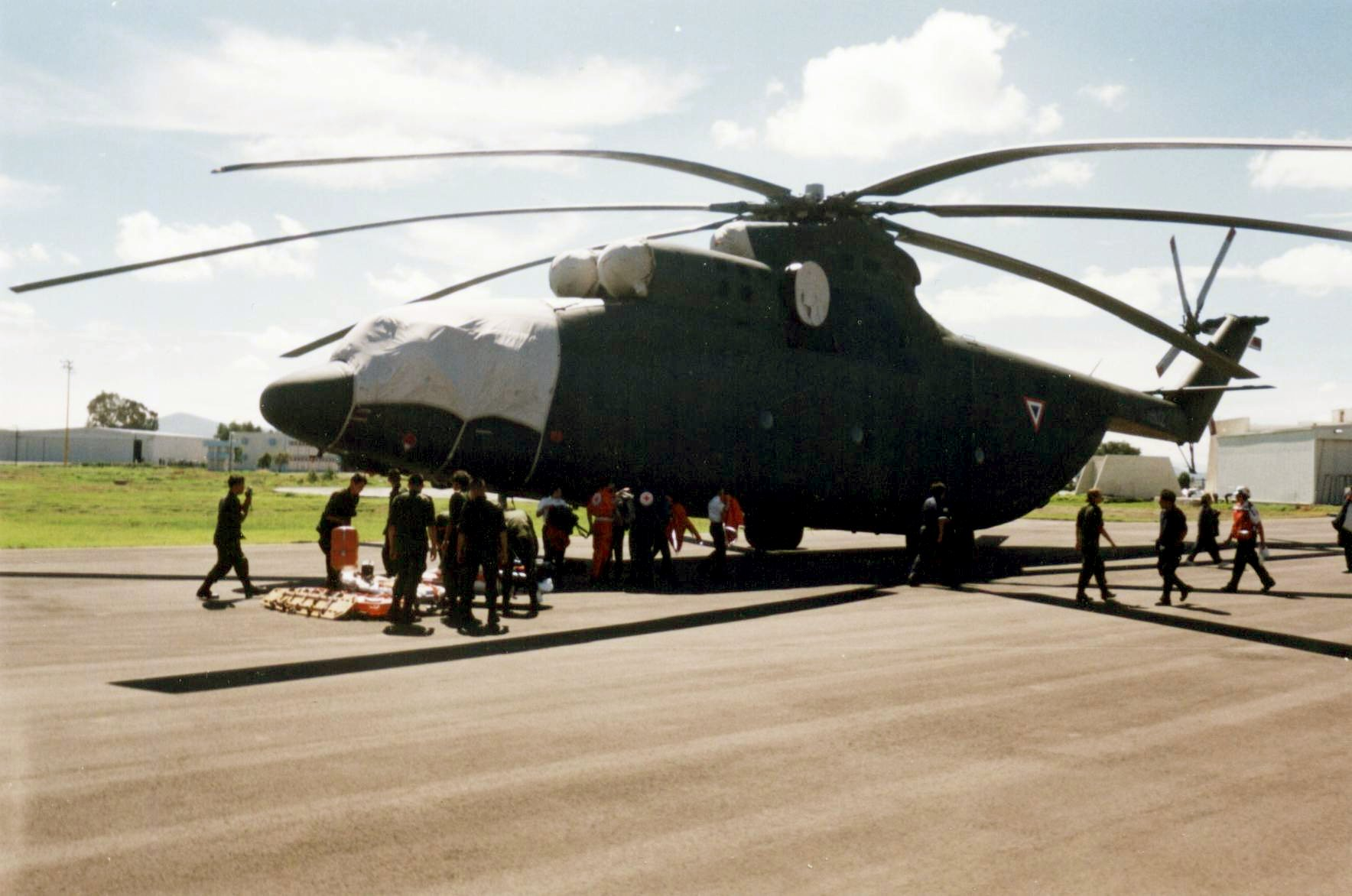